# Мелінешть (комуна)
Мелінешть, Мелінешті (рум. Melinești) — комуна у повіті Долж в Румунії. До складу комуни входять такі села (дані про населення за 2002 рік):
- Бодеєшть (424 особи)
- Бодеєштій-де-Сус (367 осіб)
- Валя-Маре (13 осіб)
- Валя-Муєрій-де-Жос (180 осіб)
- Годень (220 осіб)
- Мелінешть (853 особи)
- Муєрушу (67 осіб)
- Негоєшть (1557 осіб)
- Одолень (155 осіб)
- Охаба (399 осіб)
- Плоштіна (36 осіб)
- Попешть (28 осіб)
- Спінень (161 особа)

Комуна розташована на відстані 189 км на захід від Бухареста, 28 км на північ від Крайови.

## Населення
За даними перепису населення 2002 року у комуні проживали 4460 осіб.
Національний склад населення комуни:
| Національність | Кількість осіб | Відсоток |
| -------------- | -------------- | -------- |
| румуни         | 4427           | 99,3%    |
| цигани         | 32             | 0,7%     |
| угорці         | 1              | < 0,1%   |

Рідною мовою назвали:
| Мова      | Кількість осіб | Відсоток |
| --------- | -------------- | -------- |
| румунська | 4429           | 99,3%    |
| циганська | 31             | 0,7%     |

Склад населення комуни за віросповіданням:
| Релігія       | Кількість осіб | Відсоток |
| ------------- | -------------- | -------- |
| православні   | 4359           | 97,7%    |
| п'ятдесятники | 40             | 0,9%     |
| адвентисти    | 35             | 0,8%     |
| баптисти      | 11             | 0,2%     |
| римо-католики | 5              | 0,1%     |
| бретрени      | 5              | 0,1%     |
| лютерани      | 4              | 0,1%     |